# BK 5
El Bordkanone BK 5 (Canó d'abord 5) era un canó automàtic de 50 mm desenvolupat el 1943 per Rheinmetall destinat principalment al seu ús contra bombarders pesats aliats, especialment els Boeing B-17 de la Força Aèria dels Estats Units durant la Segona Guerra Mundial.
Teòricament, la Luftwaffe creia que els projectils empleats al tenir una alta velocitat de sortida i, per tant, una gran energia cinètica, permetria disparar-les amb precisió des d'una llarga distància, fora de l'abast de l'armament defensiu dels bombarders, i el contingut de material explosiu de cada projectil gairebé asseguraria la destrucció de qualsevol bombarder impactat.

## Història
El RLM va donar un contracte a Rheinmetall per a que adaptés el canó KwK 39 de 50 mm, que armava el tanc Panzer III, per a ús aeri en el caça Messerschmitt Me 410 Hornisse. Rehinmetall va afegir-hi un carregador automàtic semicircular de 22 projectils accionat per aire comprimit, fent servir la mateixa munició 50x419R que el KwK39. Es van instal·lar com a Umrüst-Bausätze 4 (Modificació de fàbrica 4) al Me 410 A-1/U4, i de forma experimental, en dos prototips de caça Messerchmitt Me 262A-1a/U4 (encara que aquests no es van utilitzar operativament), perquè el canó MK 214 de calibre similar encara no estava disponible. Una instal·lació experimental del BK 5 en un muntatge al fuselatge es va instal·lar en un nombre reduït de bombarders pesats Heinkel He 177A-3A-3/R5 que formava part d'una petita força de bombarders a la qual se li va encomanar la tasca de suprimir posicions de Flak al front de l'est a prop de Stalingrad a principis de l'hivern de 1942-43.
Es van produir aproximadament 300 exemplars i només va veure accions limitades, sobretot en els avions Me-410 A-1/U4 que servien amb el II. Grup del Zerstörergeschwader 26 (ZG 26). També es va muntar en els caces nocturns Junkers Ju 88 P-4 i en l'avió d'atac a terra Hs 129 B-2